# Treća Liga 1950
La Treća savezna liga FNRJ 1950, conosciuta semplicemente come Treća liga 1950, fu la 4ª edizione della terza divisione jugoslava, la prima ed unica ad essere stata disputata con la formula del girone unico.

## Partecipanti
Sono ammesse direttamente alla Treća Liga 1950 le seguenti 8 squadre:
- le due retrocesse dalla Druga Liga 1948-1949
  - Dinamo Pančevo
  - Dinamo Skopje[3]
- le 6 squadre meglio piazzate nelle Republičke lige 1948-1949
  - Slovenia : Železničar Lubiana (vincitore, ha fallito le qualifiche per la Druga Liga)
  - Croazia : NK Zagabria (2º classificato. Il vincitore, Borac Zagabria, ha vinto le qualifiche per la Druga Liga)
  - Bosnia : Velež Mostar (2º classificato. Il vincitore, Željezničar, ha vinto le qualifiche per la Druga Liga)
  - Serbia : Proleter Zrenjanin (2º classificato. Il vincitore, Napredak Kruševac, ha vinto le qualifiche per la Druga Liga)
  - Montenegro : Sutjeska (vincitore, ha fallito le qualifiche per la Druga Liga)
  - Macedonia : Rabotnički (2º classificato. Il vincitore, Kumanovo, ha vinto le qualifiche per la Druga Liga)

### Qualificazioni
- Queste squadre piazzate nelle Republičke lige 1948-1949 si disputano gli ultimi 4 posti:
  - Slovenia : Rudar Trbovlje (2º classificato)
  - Croazia : Sebenico (3º classificato)
  - Bosnia : Borac Banja Luka (4º classificato. Ha vinto le qualifiche bosniache)
  - Serbia : Radnički Belgrado (Non ha disputato la Lega Repubblicana. Ha vinto le qualifiche serbe)
  - Montenegro : Lovćen (2º classificato)
  - Macedonia : Tikveš Kavadarci (6º classificato. Ha vinto le qualifiche macedoni)

| Primo gruppo     | P.ti | G | V | N | P | GF | GS | QR    |
| ---------------- | ---- | - | - | - | - | -- | -- | ----- |
| Borac Banja Luka | 7    | 4 | 3 | 1 | 2 | 10 | 4  | 2,500 |
| Sebenico         | 5    | 4 | 2 | 1 | 1 | 4  | 3  | 1,333 |
| Lovćen           | 0    | 4 | 0 | 0 | 4 | 2  | 9  | 0,222 |

| Secondo gruppo    | P.ti | G | V | N | P | GF | GS | QR     |
| ----------------- | ---- | - | - | - | - | -- | -- | ------ |
| Radnički Belgrado | 8    | 4 | 4 | 0 | 0 | 22 | 2  | 11,000 |
| Rudar Trbovlje    | 4    | 4 | 2 | 0 | 2 | 12 | 7  | 1,714  |
| Tikveš Kavadarci  | 0    | 4 | 0 | 0 | 4 | 1  | 26 | 0,038  |

### Profili
| Squadra            | Città      | Stadio                       | Stagione 1948-49 | Stagione 1948-49         |
| Squadra            | Città      | Stadio                       | Pos.             | Divisione                |
| ------------------ | ---------- | ---------------------------- | ---------------- | ------------------------ |
| Borac              | Banja Luka | Gradski stadion              | 4º               | Liga Bosne i Hercegovine |
| Dinamo Pančevo     | Pančevo    | Gradski stadion              | 9º               | Druga liga               |
| Milicioner         | Skopje     | ?                            | 10º              | Druga liga               |
| Proleter Zrenjanin | Zrenjanin  | Stadion Karađorđev park      | 1º               | Srpska liga              |
| Rabotnički         | Skopje     | Gradski stadion              | 2º               | Liga Makedonije          |
| Radnički Belgrado  | Belgrado   | Stadion FK Železničar        | ?                | ?                        |
| Rudar Trbovlje     | Skopje     | Rudar Stadion                | 2º               | Liga Slovenije           |
| Šibenik            | Sebenico   | Stadion Šubićevac            | 3º               | Hrvatska liga            |
| Sutjeska           | Nikšić     | Stadion kraj Bistrice        | 1º               | Liga Crne Gore           |
| Velež Mostar       | Mostar     | Stadion pod Bijelim Brijegom | 2º               | Liga Bosne i Hercegovine |
| NK Zagreb          | Zagabria   | Stadion Zagreba              | 2º               | Hrvatska liga            |
| Železničar         | Lubiana    | Stadion ŽAK                  | 1º               | Liga Slovenije           |

## Classifica
Le promozioni dirette avrebbero dovuto essere due, ma, visto l'allargamento della Druga liga a 16 squadre, sono diventate quattro. Altri 6 posti vacanti per la Druga Liga 1951 sono stati assegnati attraverso spareggi fra squadre della stessa Repubblica.
Non vi sono retrocessioni dato che la Treća liga unificata viene abolita.
|  | Pos. | Squadra            | Pt | G  | V  | N | P  | GF | GS | QR    |
|  | ---- | ------------------ | -- | -- | -- | - | -- | -- | -- | ----- |
|  | 1.   | Radnički Belgrado  | 32 | 22 | 12 | 8 | 2  | 66 | 15 | 4,400 |
|  | 2.   | Velež Mostar       | 29 | 22 | 13 | 3 | 6  | 36 | 21 | 1,714 |
|  | 3.   | Dinamo Pančevo     | 29 | 22 | 11 | 7 | 4  | 39 | 23 | 1,695 |
|  | 4.   | NK Zagabria        | 28 | 22 | 10 | 8 | 4  | 33 | 20 | 1,650 |
|  | 5.   | Sebenico           | 26 | 22 | 12 | 2 | 8  | 32 | 25 | 1,280 |
|  | 6.   | Milicioner Skopje  | 25 | 22 | 11 | 3 | 8  | 32 | 27 | 1,185 |
|  | 7.   | Proleter Zrenjanin | 24 | 22 | 9  | 6 | 7  | 24 | 24 | 1,000 |
|  | 8.   | Borac Banja Luka   | 23 | 22 | 8  | 7 | 7  | 30 | 25 | 1,200 |
|  | 9.   | Rabotnički         | 21 | 22 | 7  | 7 | 8  | 24 | 34 | 0,705 |
|  | 10.  | Sutjeska           | 11 | 22 | 3  | 5 | 14 | 16 | 42 | 0,380 |
|  | 11.  | Rudar Trbovlje     | 10 | 22 | 4  | 2 | 16 | 19 | 52 | 0,365 |
|  | 12.  | Železničar Lubiana | 6  | 22 | 3  | 0 | 19 | 9  | 52 | 0,173 |

      Promosso in Druga Liga 1951.
  Partecipa agli spareggi-promozione.
      Escluso dal campionato.
Due punti a vittoria, uno a pareggio, zero a sconfitta.

### Spareggi promozione
```
SLOVENIA:
 
Rudar Trbovlje (11º in Treća Liga) e Korotan Kranj (campione Slovenia)

Rudar Trbovlje
 - Korotan Kranj 3-1 3-4
```

```
CROAZIA:
 
Šibenik (5º in Treća Liga) e Tekstilac Varaždin (campione Croazia)

Tekstilac Varaždin
 - Šibenik  3-1 0-0
```

```
BOSNIA ERZEGOVINA:
 
Željezničar (10º in Druga Liga), Borac Banja Luka (8º in Treća Liga) e Bosna Sarajevo (campione Bosnia)

triangolare: 
Željezničar
 8 punti, Borac 4, Bosna 2
```

```
SERBIA:
 
Proleter Zrenjanin (7º in Treća Liga) e Radnički Obrenovac (campione Serbia)

Proleter Zrenjanin
 - Radnički Obrenovac 4-0 0-1
```

```
MONTENEGRO:
 
Sutjeska Nikšić (10º in Treća Liga) e Bokelj Kotor (campione Montenegro)

Sutjeska Nikšić - 
Bokelj Kotor
 2-0 0-3
```

```
MACEDONIA:
 
11 Oktomvri K. (11º in Druga Liga), Milicionar S. (6º in Treća Liga), Rabotnički S. (9º in Treća Liga), Radnički B. (campione Macedonia)

Rabotnički Skopje
 - 11 Oktomvri Kumanovo  ?-?  1-2 
(finale; Milicionar Skopje e Radnički Bitola eliminati in semifinale)
```

```
Rudar Trbovlje
, 
Tekstilac Varaždin
, 
Željezničar
, 
Proleter Zrenjanin
, 
Rabotnički Skopje
 e 
Bokelj Kotor
 ammesse in 
Druga Liga 1951
```

## In Coppa di Jugoslavia
La squadra di Treća Liga che ha fatto più strada è stato il Radnički Belgrado che ha raggiunto i quarti di finale.